# 溪生薹草
溪生薹草（学名：Carex fluviatilis）是莎草科薹草属的植物。分布于缅甸、印度以及中国大陆的贵州、云南、四川、西藏等地，生长于海拔1,300米至3,200米的地区，多生长于山谷溪旁及林下湿地，目前尚未由人工引种栽培。